# Presqu’île du Glacier
Die Presqu’île du Glacier (französisch für Gletscherhalbinsel) ist eine Halbinsel im Géologie-Archipel vor der Küste des ostantarktischen Adélielands. Am südlichen Ende des Cap André Prud’homme flankiert sie am Fuß eines Hanggletschers die Westseite eines kleinen Naturhafens in der Baie Pierre Lejay.
Französische Wissenschaftler benannten sie deskriptiv.